# Rupicapra
Rupicapra és un gènere de la família dels bòvids que conté dues espècies que habiten a les muntanyes d'Europa.
Fins als anys 80 moltes publicacions consideraven l’existència d'una sola espècie (Rupicapra rupicapra) amb 10 subespècies que vivien (i evolucionaven) de manera aïllada en diferents massissos muntanyosos. Aquestes 10 subespècies es podien agrupar en dos grups més diferenciats que correspondrien a les dues espècies que s'inclouen, a hores d'ara, en la majoria de publicacions científiques:
- Isard alpí (Rupicapra rupicapra) inclou les poblacions dels Alps, Balcans, Carpats, Caucas.
- Isard pirinenc (Rupicapra pyrenaica) inclou les poblacions dels Pirineus, Serralada Cantàbrica i Apenins.

## Sistemàtica i evolució
Tal com suggereixen les diferencies genètiques entre les poblacions d'isards existents, els primers representants del gènere devien emigrar des d'Àsia cap a Europa en dues onades successives: Una primera, abans de les darreres glaciacions, seria l’ancestre comú dels isards pirinencs que van marxar, amb l’arribada del fred, cap al sud i cap a l’oest, ara fa uns 40.000 anys.
Els isards pertanyents a l’espècie dels Alps devien arribar en una segona onada migratòria, des d'Anatòlia, per colonitzar les pastures de muntanya després del darrer màxim glacial.
El confinament de cada grup d'isards en altes muntanyes diferents ha propiciat que anessin evolucionant de manera diferenciada, donant lloc a les diferents subespècies existents.

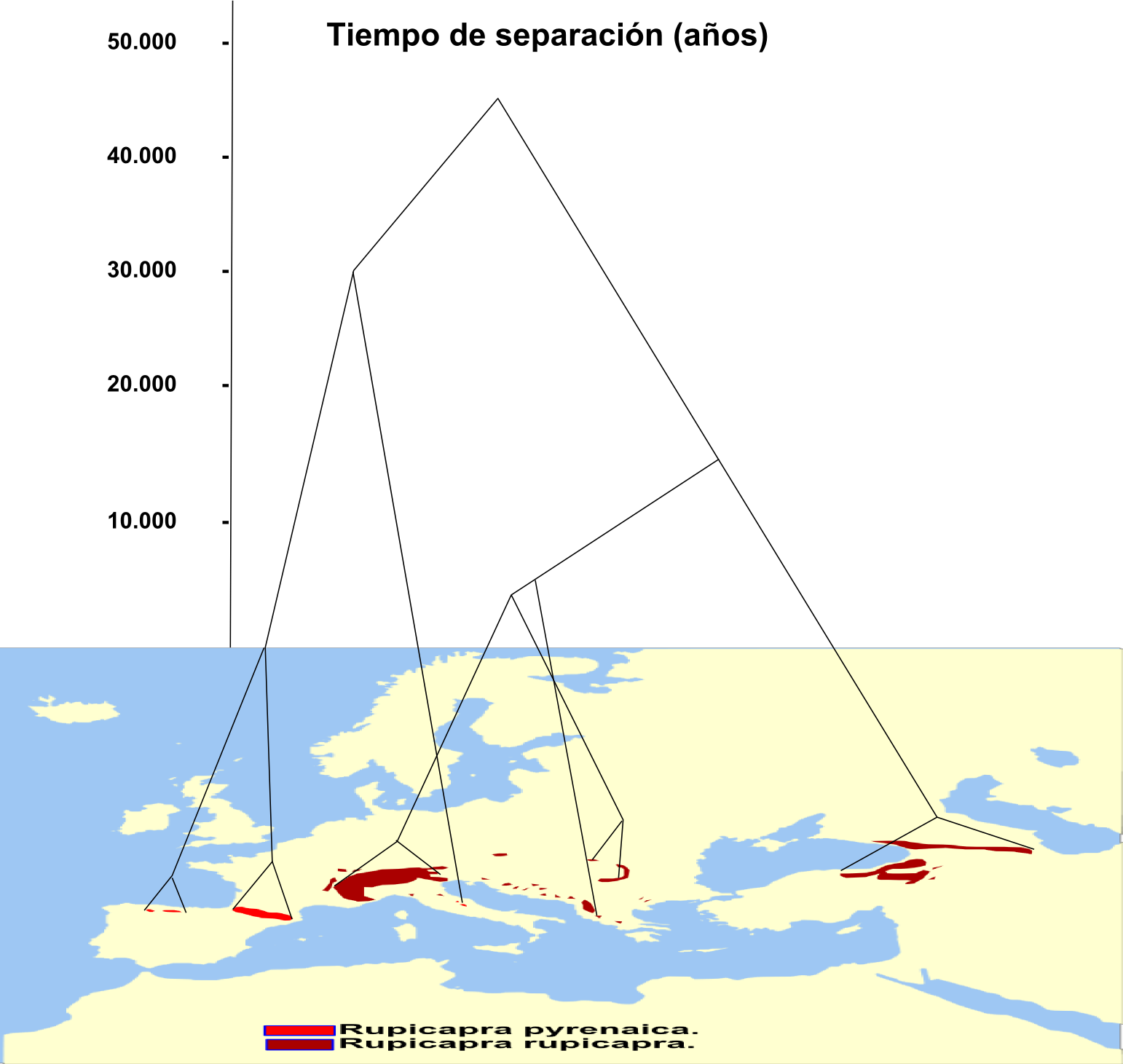
Relació filogeogràfica de Rupicapra

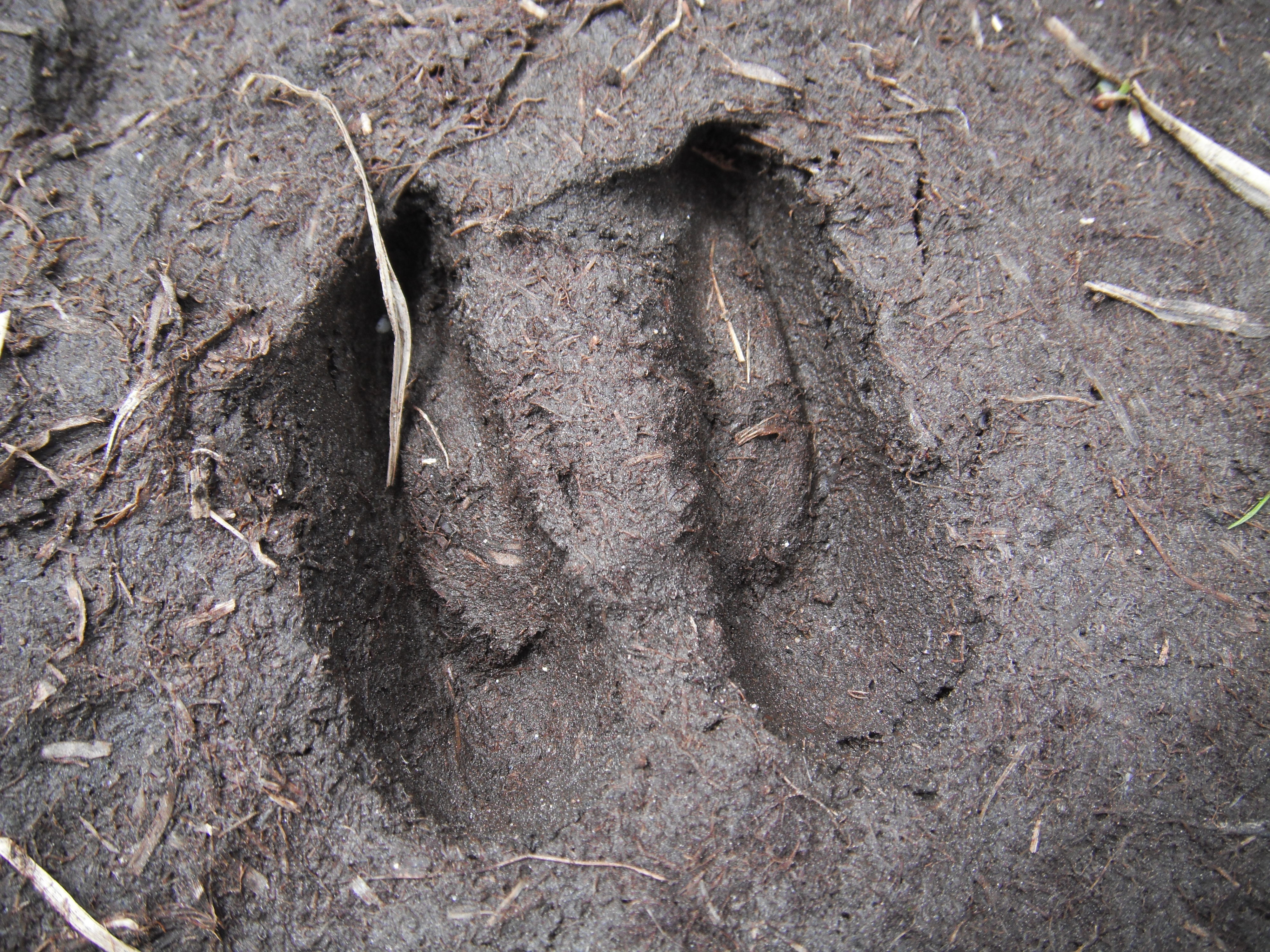
Petjada de R. rupicabra